# هنري بي والتهال
هنري بي والتهال (بالإنجليزية: Henry B. Walthall)‏ (16 مارس 1878 - 17 يونيو 1936) كان ممثل أمريكي، أشتهر لدوره في فيلم ولادة أمة  (1915).

## وصلات خارجية
- هنري بي. والثل على موقع IMDb (الإنجليزية)
- هنري بي. والثل على موقع الموسوعة البريطانية (الإنجليزية)
- هنري بي. والثل على موقع ألو سيني (الفرنسية)
- هنري بي. والثل على موقع أول موفي (الإنجليزية)
- هنري بي. والثل على موقع قاعدة بيانات برودواي على الإنترنت (الإنجليزية)
- هنري بي. والثل على موقع قاعدة بيانات الأفلام السويدية (السويدية)
- هنري بي. والثل على موقع قاعدة بيانات الفيلم (الإنجليزية)
- هنري بي. والثل على موقع كينوبويسك (الروسية)